# AIS Airlines
AIS Airlines is een Nederlandse luchtvaartmaatschappij met haar hoofdkantoor op Lelystad Airport. De maatschappij voert internationale charters en lijndiensten uit tussen Denemarken, Nederland en Noorwegen, alsmede binnenlandse lijndiensten in Denemarken.
Binnen het bedrijf valt ook de AIS Flight Academy. De AIS Flight Academy is een vliegschool gevestigd op Lelystad Airport en houdt zich bezig met het geïntegreerd opleiden van verkeersvliegers (ATPL(A)). De opleiding tot vlieger duurt twee jaar. Naast de vliegschool beschikt AIS over een zogenaamde 'type training' voor de Jetstream 31/32. De Jetstream full flight simulator van AIS is de enige goedgekeurde simulator voor dit vliegtuigtype ter wereld.

## Bestemmingen
| Land       | Aantal bestemmingen | Vliegvelden                                                                                 |
| ---------- | ------------------- | ------------------------------------------------------------------------------------------- |
| Denemarken | 3                   | Esbjerg Lufthavn, Karup Midtjyllands Lufthavn, Internationale luchthaven Kopenhagen Kastrup |
| Noorwegen  | 1                   | Luchthaven Stavanger Sola                                                                   |

## Vloot
| Type         | Aantal in vloot | Aantal passagiers | Registraties           | Order |
| ------------ | --------------- | ----------------- | ---------------------- | ----- |
| Jetstream 32 | 3               | 19                | PH-FCI, PH-NCI, PH-DCI | 0     |

De AIS Flight Academy beschikt over 10  vliegtuigen en 4 simulatoren.
| Type                             | Aantal in vloot |
| -------------------------------- | --------------- |
| Socata TB-9                      | 5               |
| Socata TB-10                     | 3               |
| Socata TB-20                     | 1               |
| Piper PA-44 Seminole             | 1               |
| Alsim-Flightsimulator            | 3               |
| BAe J31/32 Full Flight Simulator | 1               |

## Hubs
De thuisbasis van AIS Airlines is Lelystad Airport. Hier worden toestellen gestald wanneer deze niet in dienst zijn. Ook laat de maatschappij hier onderhoud uitvoeren door haar eigen technische dienst.